# Johann Mayrhofer
Johann Mayrhofer (29 maart 1949) is een Oostenrijks handbiker, biatleet en langlaufer.
Door een ongeval in 1992 werden de beide onderbenen van Mayrhofer geamputeerd waardoor hij gebruik moest maken van een rolstoel. Voor het sporten moest hij gebruik gaan maken van een langlauf zitski en een handbike. 
Johann Mayrhofer  heeft zowel aan de winter als aan de zomerspelen meegedaan. In 2002 was hij aanwezig bij de spelen van Salt Lake City en in 2004, tijdens de Paralympische Spelen van Athene, daar werd hij Paralympisch kampioen handbiken op zowel de tijdrit als in de wegwedstrijd.
Na de Spelen in Athene is hij formeel gestopt met de wedstrijdsport, maar nam nog deel aan een etappe wedstrijd in maart 2006 in Australië, met onder meer Johan Reekers (Nederland), Elmar Sternath (Oostenrijk), Alexandro Albor (Verenigde Staten), Guy Rappé (België), Thomas Schmicking en Markus Schmoll (Oostenrijk).
Mayerhofer is bij het handbiken officieel wereldrecordhouder op de marathonafstand van 42.195 meter in een tijd van 1:08.07. Hij reed dit record in Rotterdam op 14 september 2003. In 2005 en 2006 won per handbike de marathon van Hamburg in finishtijden van respectievelijk 1:14.48 en 1:09.36.